# Наполион (Мичиген)
Наполион (енгл. Napoleon) насељено је место без административног статуса у америчкој савезној држави Мичиген.

## Демографија
По попису из 2010. године број становника је 1.258, што је 4 (0,3%) становника више него 2000. године.
| Група             | 2000.         | 2010.         |
| Белци             | 1.207 (96,3%) | 1.198 (95,2%) |
| Афроамериканци    | 3 (0,2%)      | 4 (0,3%)      |
| Азијати           | 1 (0,1%)      | 1 (0,1%)      |
| Хиспаноамериканци | 27 (2,2%)     | 22 (1,7%)     |
| Укупно            | 1.254         | 1.258         |